# Raymond Borde

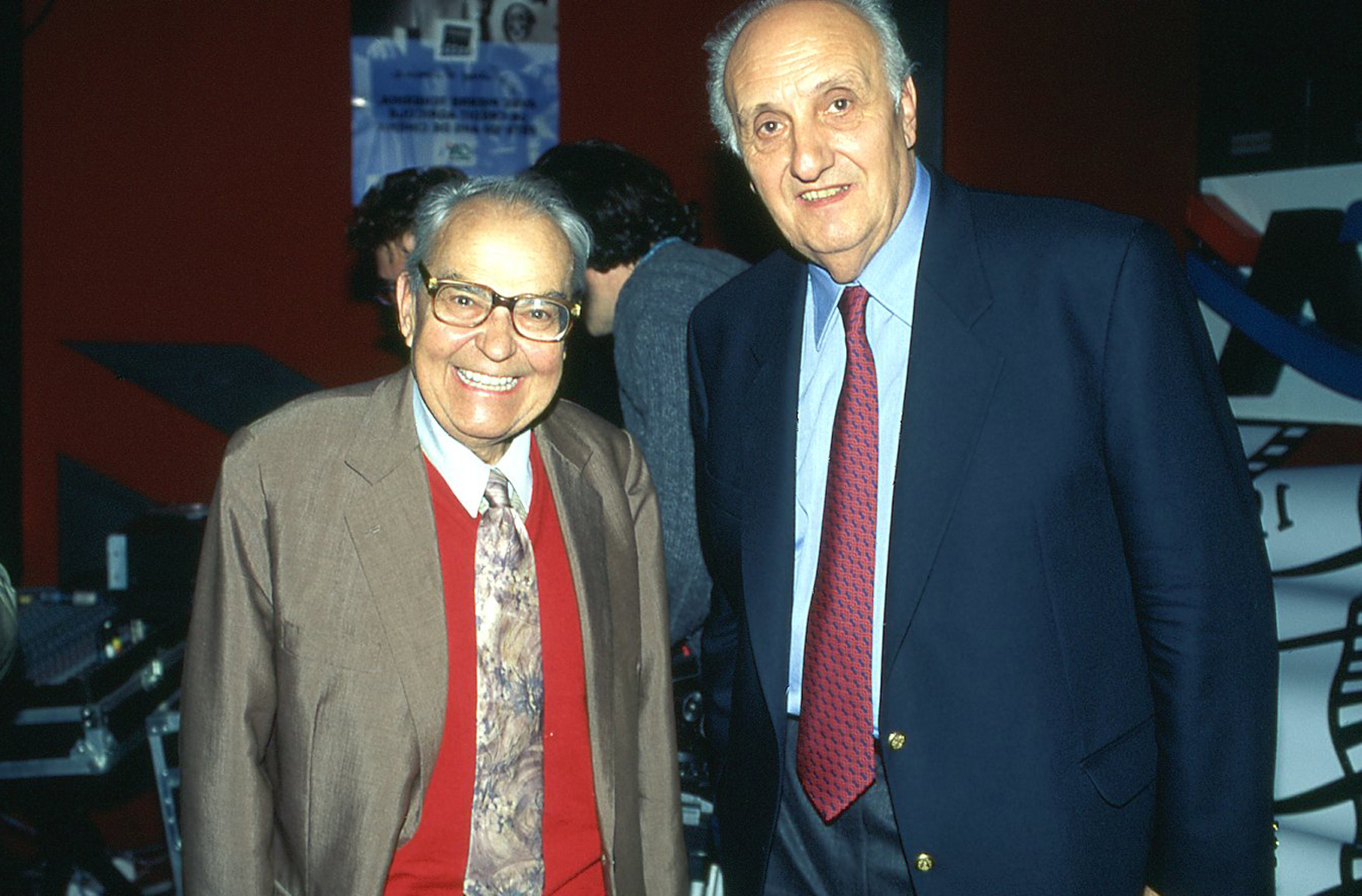
Raymond Borde (links) mit Pierre Tchernia

Raymond Borde (* 28. August 1920 in Toulouse, Département Haute-Garonne; † 20. September 2004 ebenda) war ein französischer Filmkritiker und Mitbegründer der Cinémathèque du Toulouse.

## Leben und Wirken
Borde absolvierte seine Schulzeit in seiner Heimatstadt und begann anschließend an der Universität Toulouse zu studieren. Nach seiner Promotion an derselben Universität bekam er eine Anstellung bei der Finanzverwaltung des Départements.
Bereits an der Universität machte Borde die Bekanntschaft von André Breton und dessen surrealistischen Zirkel und schloss sich diesem an. Er begann sich für das Medium Film zu interessieren und veröffentlichte darüber Aufsätze in Zeitschriften wie Positif, Premier Plan u. a. Politisch stand er immer noch der Front populaire nahe und wurde Mitglied der Parti communiste français (PCF).
1952 fand Borde auf einem Flohmarkt in Toulouse eine seltene Kopie des Films Der Weltmeister von Alfred Hitchcock. Diesen Fund nahm er dann zu Anlass um – u. a. mit Roger Icart – die Cinémathèque du Toulouse zu gründen und arbeitete dabei eng mit der Cinémathèque française in Paris zusammen.
Zwischen 1954 und 1961 arbeitete Borde eng mit Jean-Paul Sartre und dessen Zeitschrift Les Temps Modernes zusammen. Mit Unterstützung Sartres veröffentlichte er dort auch seinen Aufsatz „La fin du Stalinisime“, welcher dann auch zum Ausschluss aus der Partei führte. Zusammen mit Robert Barrat, Hélène Parmelin und anderen distanzierte sich Borde vom Algerienkrieg und der französischen Doktrin. Im September 1960 gehörte er daher zusammen mit diesen auch zu den Unterzeichnern des Manifests der 121.
1963 war Borde einer der acht Gründer der Groupe des Cinéastes Indépendants und arbeitete in dieser Eigenschaft auch mit André Breton zusammen. 1966 berief man Borde zum Vizepräsidenten der Fédération Internationale des Archives du Film (FIAF) und er hatte dieses Amt bis 1990 inne.
Raymond Borde starb am 20. September 2004 in Toulouse und fand dort auch seine letzte Ruhestätte.

## Ehrungen
- 1996: Ordre des Arts et des Lettres (Komtur)[3]

## Schriften (Auswahl)
Dissertation
- La pensée économique de Josephe Staline. Introduction à l'étude des „Problèmes économiques du socialisme en U.R.S.S.“. Universität, Toulouse 1954.

Filmtheorie
- Panorama du film noir américain. 1941–1953 (Champs; Bd. 508). Flammarion, Paris 1988, ISBN 2-08-081508-3 (EA Paris 1955; Vorwort von Marcel Duhamel).
- Le Néo-réalisme italien. Une expérience de cinéma social. Cinémathèque Suisse, Lausanne 1960 (Vorwort von Freddy Buache).
- mit Freddy Buache, Jean Curteline: Nouvelle Vague. Serdoc, Lyon 1962.
- mit André Boissy: Le nouveau cinéma italien. Serdoc, Lyon 1963.
- L'exstricable. Joëlle Losfeld, Paris 1993, ISBN 2-909906-58-2 (EA Paris 1963)
- La Crise des cinémathèques… et du monde, mit Freddy Buache, Nachwort von Dominique Païni. – Lausanne: L’Âge d’Homme, 1997.

Biographisches
- mit Marcel Oms, Juan Antonio Bardem: Juan Bardem. Serdoc, Lyon 1962.
- mit Charles Perrin: Laurel et Hardy. Serdoc, Lyon 1965.
- Harold Lloyd. Serdoc, Lyon 1968.
- Dessins érotiques de Jean-Marie Poumeyrol. Éric Losfeld, Paris 1972.

Roman
- Le 24 août 1939. Joëlle Losfeld, Paris 1995, ISBN 2-909906-35-3.

## Sekundärliteratur
- Christophe Gauthier, Natacha Laurent: Raymond Borde : une autre histoire du cinéma, Privat, Toulouse 2022